# Агатангел I Константинополски
Агатангел I (на гръцки: Πατριάρχης Αγαθάγγελος, Агатангел) е православен епископ, белградски и халкидонски митрополит и вселенски патриарх в Константинопол от 26 септември 1826 до 5 юли 1830 година. По произход българин, подписан като „роден одринец и българин“. Един от най-образованите патриарси в историята на Константинополската църква. 

## Биография
Агатангел е роден в 1769 година в село Арнауткьой, Одринско. Съученик с Кирил VI Константинополски, получава много добро за времето си образование. Владее освен родния си и турски, гръцки, руски и френски език. Приема схима в Иверския манастир.
От 1800 година е настоятел на цариградското подворие в Москва. На 30 ноември 1815 година в храма „Свети Георги“ в Цариград е ръкоположен за белградски митрополит. Ръкополагането е извършено от патриарх Кирил VI Константинополски в съслужение с митрополитите Константин I Кизически, Йоаникий Никейски, Макарий Търновски, Мелетий Неокесарийски, Герман Патренски, Антим II Скопски, Калиник Босненски и Сараевски и Мелетий Ужички. Титлата му е (1818): „архиепископ и митрополит на Белград и върховен екзарх на цяла Сърбия“. Той пристига в Княжество Сърбия през март 1816 година, служейки в Белград и Крагуевац между 1816 и 1825 година. Участва във Великата скупщина в Белград, избрала на 6 ноември 1817 година, Димитровден, за наследствен княз Милош Обренович.  
С избухването на Гръцкото въстание се озовава в затвора заради предполагаеми връзки с Филики Етерия. Държан под стража като белградски митрополит. 
През август 1825 година е определен за Халкидонски митрополит.
На 26 септември 1826 година след низложението на патриарх Хрисант I Константинополски е избран за Вселенски патриарх. В контекста на заличаването на еничарите на 15 юни с.г. и бушуващото гръцко въстание, предстоятелството на Агатангел Константин начело на вселенската църква се очертава като сложно, мъчително и неблагодарно. Като патриарх излиза с поредица епархийски постановления за зестрата при брака, правилното извършване на тайнството на кръщението, за неприкосновеността на църковната собственост, както и за светото миро. Отзивите за патриаршестването му са, че е енергичен и благоразумен, но същевременно доста строг при провинения.
През 1827 година, преди наваринското сражение, въстаническите предводители от Румелия искат посредничеството му като патриарх пред султан Махмуд II – за амнистирането им. Агатангел по разпореждане на султана изпраща посредническа делегация при Йоан Каподистрия, с настояване за екстрадиция на бунтовниците. Отговорът е отрицателен, а действията на патриарха са признати за антинародни. По този начин патриархът се компрометира в очите на султана, след което е обвинен в симония заради организацията по избора на нов йерусалимски патриарх. 
Низложен е на 5 юли 1830 година след Одринския мирен договор (1829) и последвалия го Лондонски протокол (1830).
След низложението е заточен в Кайсери, след което се връща в Одрин, където умира на 30 ноември 1831 година. Погребан е в притвора на митрополитската църква „Успение Богородично“ на Одрин.